# Fibronectine

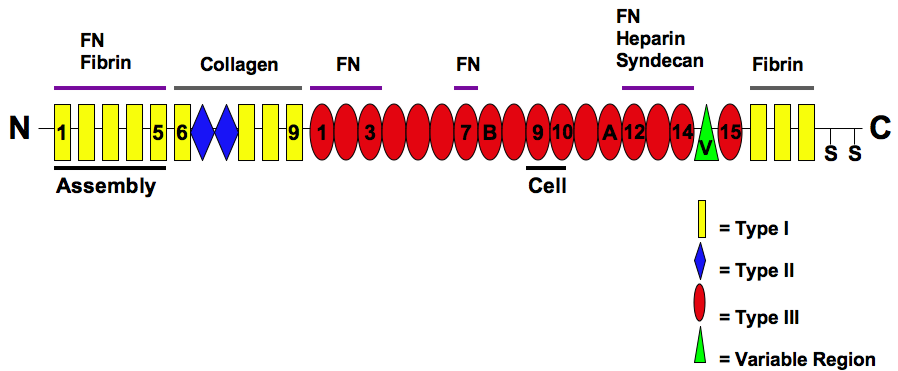
schéma fibronectine

Fibronectine est le nom d'une classe de glycoprotéines présente dans la matrice extracellulaire et qui joue un rôle clé dans l'adhésion des cellules à la matrice extracellulaire. Son gène est le FN1 situé sur le chromosome 2 humain.
De haut poids moléculaire, ces protéines sont retrouvées sous forme soluble dans le plasma sanguin et dans certains liquides biologiques. Elles sont aussi trouvées, alors sous forme insoluble dans les tissus. Divers types de cellules peuvent in vivo et in vitro (mise en culture) biosynthétiser la fibronectine. C'est le cas en particulier des cellules musculaires, des cellules de Schwann, des cellules de l'épithélium intestinal, des myoblastes, des chondrocytes, des hépatocytes, des fibroblastes et des macrophages.

## Typologie
Deux principales formes de fibronectine sont distinguées qui diffèrent pour leurs structures et leurs fonctions : 
1. la forme plasmatique ;
2. la forme cellulaire.

## Structures
La fibronectine est un homodimère de grande taille en forme de v de 100 nm de long et de 460kDa. Les deux chaines sont reliés par deux ponts disulfure à leur extrémité C-terminale. 
La molécule est composée des domaines rigides reliés par des parties flexibles. Les domaines rigides représentent les sites d’interaction avec les autres composantes de la matrice extracellulaire (collagène, protéoglycanes, etc.). La fibronectine peut également lier les intégrines par deux séquences RGD (arginine(ARG);glycine(GLY);acide aspartique(ASP)). 
La fibronectine peut donc simultanément se lier à la cellule et à d’autres molécules de la matrice extracellulaire, comme le collagène ou une autre molécule de fibronectine.
Les molécules de fibronectine s’assemblent pour former des fibrilles à la surface de nombreuses cellules.
Chez l'être humain, 20 variants dus à des épissages différents ont été identifiés. 

## Fonctions
La fibronectine existe très tôt au cours de développement embryonnaire et joue alors un rôle dans la migration cellulaire, en particulier lors de la gastrulation et lors du développement des neurones. Par exemple, la disruption des interactions entre la fibronectine et ses récepteurs cellulaires (les intégrines) inhibe la migration des cellules mésodermiques lors de la gastrulation chez les Amphibiens. Elle contribue à l’organisation de la matrice extracellulaire et à l’adhésion cellulaire. 
La fibronectine fœtale peut être détectée dans les sécrétions vaginales d'une femme enceinte. Elle est normalement présente jusqu'à 22 semaines d'aménorrhée, disparait puis réapparait en toute fin de grossesse. Sa persistance dans les sécrétions vaginales après 22 ou 24 semaines d'aménorrhée est en faveur d'une menace d'accouchement prématuré.
Les récepteurs membranaires de la fibronectine, dont les intégrines, jouent pour la cellule qui les porte le rôle de transducteur mécano-chimique : la liaison à la fibronectine est suivie d’une cascade de phosphorylation de protéines de signalisation aboutissant notamment à la réorganisation du cytosquelette (et notamment des microfilaments d'actine). Elles participent ainsi à diverses fonctions cellulaires : migration et adhésion cellulaire, constitution et morphologie du cytosquelette, évolution et différenciation des cellules embryonnaires, hémostase et phagocytose .
La fibronectine est également un facteur limitant la prolifération tumorale. Les cellules métastatiques n’ont pas de fibronectine qui se lient à leur membrane.
Les fibronectines ont une affinité pour le collagène (natif ou dénaturé), le fibrinogène et la fibrine, les glycosaminoglycannes, les protéoglycannes et la surface de divers types de cellules eucaryotes - - - - -. Elle favorise la formation d'un thrombus en cas de plaie vasculaire, se déposant sur cette dernière et se fixant à la fibrine, tout en favorisant l'agrégation plaquettaire.
Certaines fibronectines jouent un rôle immunitaire important en se fixant également aux bactéries, aux glycoprotéines virales, à certains protozoaires parasites et en interagissant avec certains éléments du système complément - - - - -. Les fibronectines pourraient jouer un rôle de glycoprotéines opsonisante. 